# Leo (constelación)
Leo o León (Leo en latín) es una de las constelaciones del zodíaco. Se encuentra entre Cáncer  y Virgo.

## Características destacables

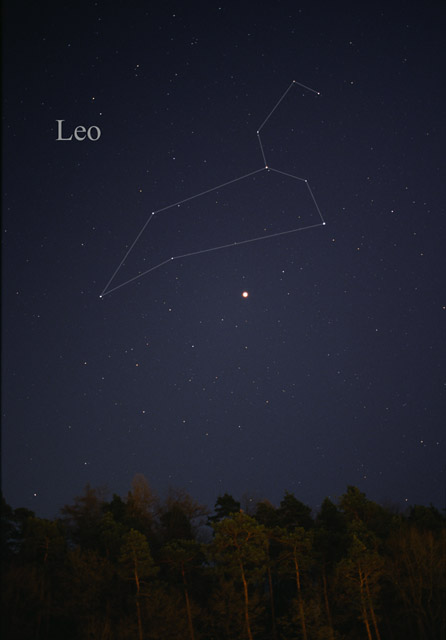
Constelación Leo [http://www.allthesky.com/constellations/leo-e.html AlltheSky.com

Quizá una de las constelaciones más conocidas, Leo contiene muchas estrellas brillantes, destacando entre ellas α Leonis, llamada Regulus o Régulo («pequeño rey» en latín); en la antigüedad recibió el título de «corazón del león», siendo conocida en la antigua Grecia como Cor Leonis y en la astronomía árabe como Al Kalb al Asad. Es un sistema cuádruple formado por Regulus A, binaria espectroscópica cuya componente principal es una estrella subgigante blanco-azulada de tipo espectral B8IVn, Regulus B, una enana naranja, y Regulus C, una enana roja. La estrella principal rota a gran velocidad, siendo su período de rotación de solo 15,9 horas (el Sol emplea unos 26 días en completar una vuelta).
La segunda estrella más brillante en la constelación es Denébola (β Leonis), estrella blanca de la secuencia principal de tipo espectral A3V a 36 años luz de la Tierra. Es una joven estrella con una edad en torno a los 100 millones de años. Está rodeada por un disco circunestelar de polvo, cuya temperatura es de 120 K.
La tercera estrella en brillo, γ Leonis, recibe el nombre de Algieba. Es una estrella doble compuesta por una gigante naranja y una segunda estrella, también gigante, menos luminosa y algo más caliente que su acompañante. En torno a la gigante naranja orbita un planeta con una masa al menos 8,8 veces mayor que la de Júpiter.
Muchas otras estrellas de Leo poseen nombres propios. δ Leonis (llamada Zosma o Duhr) y θ Leonis (Chertan o Chort) son estrellas blancas similares a Denébola: la primera también gira sobre sí misma a gran velocidad, lo que hace que su forma no corresponda a una esfera perfecta, estando achatada por los polos.
Por su parte, se piensa que Chertan tiene una edad aproximada de 450 millones de años y está entrando en la fase de subgigante; la detección de un exceso en la radiación infrarroja emitida, probablemente se deba a la existencia de un disco circunestelar de polvo alrededor de esta estrella.
Adhafera o Aldhafera (ζ Leonis), es una gigante blanco-amarilla de tipo espectral F0III que forma parte de un grupo de gigantes (las de tipo F) muy escasas, ya que son estrellas en rápida transición entre la secuencia principal y la fase de gigante.
Subra —nombre oficial de ο Leonis— es una binaria formada por una gigante, de tipo F8 o G0, y una estrella de tipo A7m; su período orbital es de 14,5 días.
ε Leonis, quinta estrella más brillante de la constelación, es una gigante luminosa de tipo espectral G1IIa 288 veces más luminosa que el Sol y 19,4 veces más grande que el Sol, valor obtenido a partir de la medida de su diámetro angular.
η Leonis es una distante supergigante blanca cuya luminosidad es 19 000 veces superior a la luminosidad solar.
Pero otra estrella de Leo, la supergigante azul de tipo B1Iab ρ Leonis, alcanza una luminosidad equivalente a 295 000 soles.

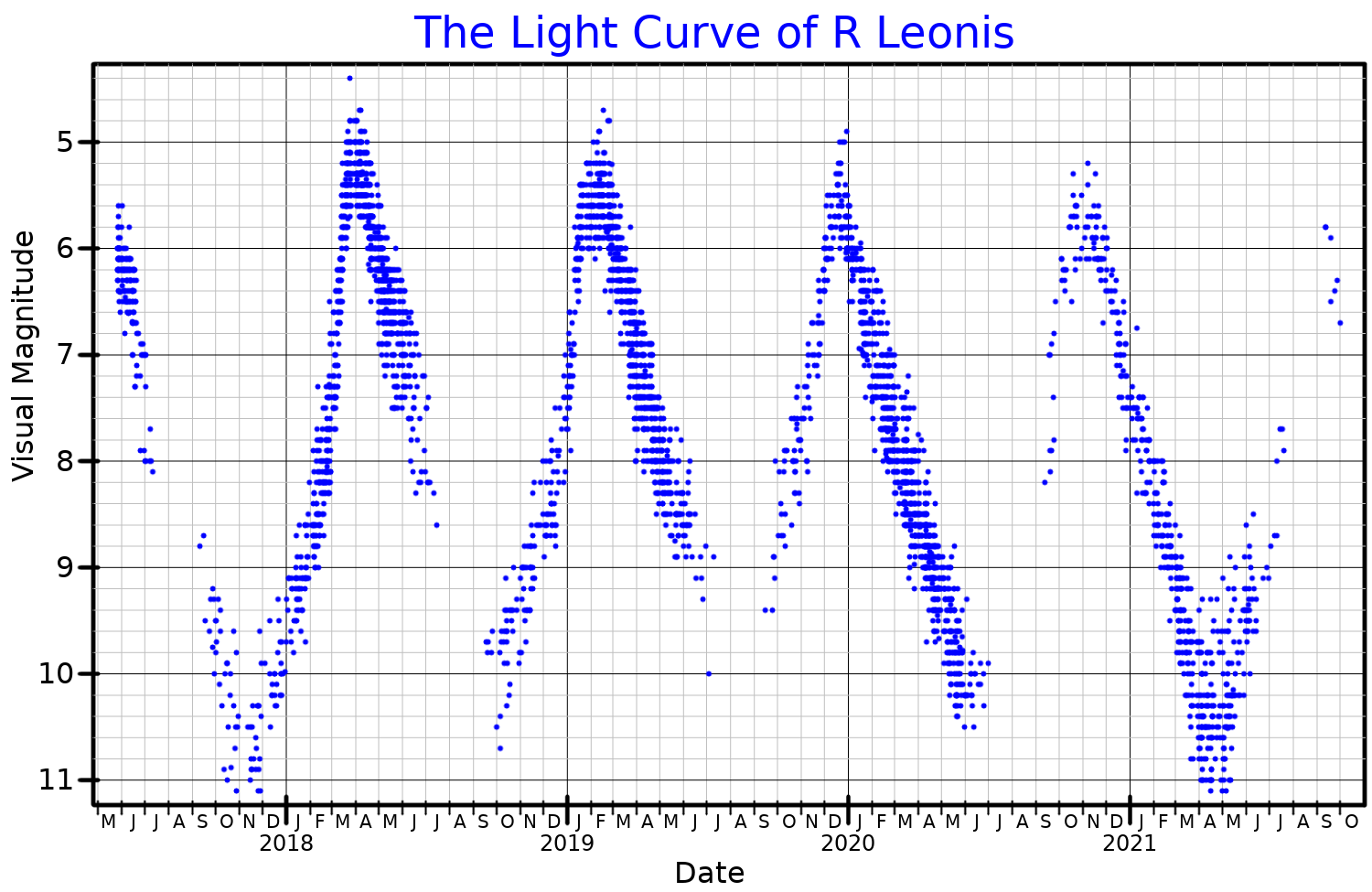
Curva de luz de la variable Mira R Leonis a partir de datos de AAVSO

Entre las estrellas variables de la constelación se encuentra R Leonis, gigante roja y una de las variables Mira más cercanas a la Tierra.
Con un período de 312 días, su brillo varía entre magnitud aparente +4,40 (cuando es observable a simple vista) y +11,30, lo que supone un aumento de su luminosidad en un factor de 575 desde el mínimo.
Otra variable, CW Leonis, es la estrella de carbono más conocida y estudiada; aunque visualmente es una estrella muy tenue, es el segundo objeto extrasolar más brillante del cielo en longitud de onda de 10 μm, ya que emite la mayor parte de su energía como radiación infrarroja. Tiene una temperatura superficial de solo 1915 K y es una supergigante cuyo radio es 826 veces más grande que el radio solar.
Por otra parte, TX Leonis —nombre como variable de 49 Leonis— es una binaria eclipsante de tipo A2V cuyo brillo decae 0,09 magnitudes en el eclipse principal y 0,03 magnitudes en el eclipse secundario, a lo largo de un ciclo de 2,445 días. Otra variable de este tipo es Y Leonis, cuya componente principal es una estrella blanca de la secuencia principal y variable delta Scuti; en el eclipse, su brillo disminuye 3,11 magnitudes con un período de 1,686 días.
XY Leonis es un sistema formado por dos estrellas binarias: la binaria principal es una binaria de contacto —las dos componentes están tan próximas que llegan a tocarse o fusionarse— compuesta por dos estrellas de tipo K con un período orbital de solo 6,818 horas.
Otra binaria de contacto en esta constelación es AP Leonis, variable W Ursae Majoris de tipo espectral F8V cuyo período orbital es de 10,33 horas.

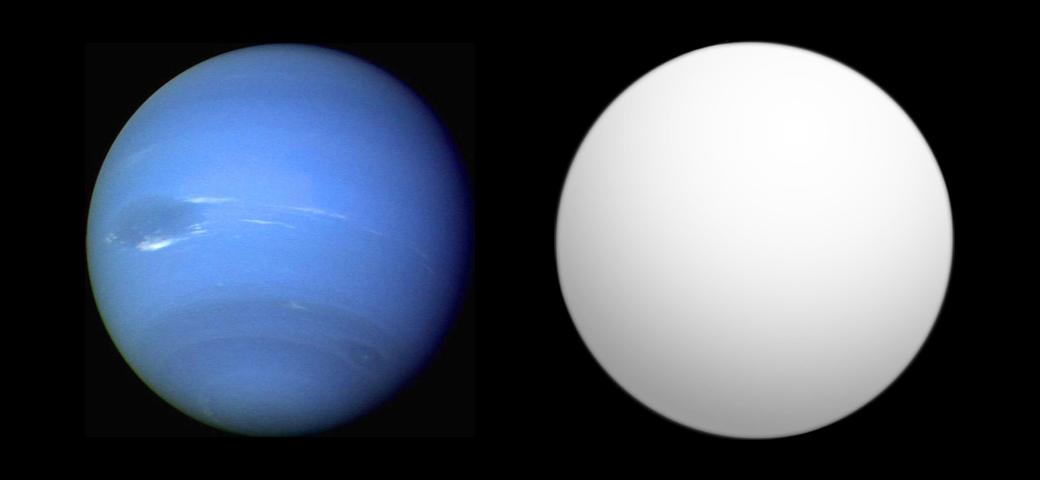
Comparación del tamaño de Gliese 436 b (derecha) con Neptuno (izquierda)

Además de la citada Algieba, son varias las estrellas de la constelación con sistemas planetarios. En 2004 se descubrió un planeta gigante —2,4 veces más masivo que Júpiter— alrededor de la gigante naranja de tipo K2III μ Leonis, que recibe el nombre de Rasalas.
83 Leonis es una binaria en cuya componente principal, también una gigante naranja, se ha detectado un planeta que tiene un período orbital de 17 días.
Alrededor de otra gigante de Leo, HD 100655 —oficialmente llamada Formosa—, también se ha descubierto un planeta con una masa mínima 1,7 veces mayor que la de Júpiter.
Asimismo, HD 81040 y HD 89307 son sendas enanas amarillas a poco más de 100 años luz de distancia que tienen cada una de ellas un planeta extrasolar.
Por otra parte, Gliese 436, enana roja llamada Noquisi situada a 33 años luz de la Tierra, alberga un sistema planetario con al menos un planeta (Gliese 436 b) cuyo tamaño es comparable al de Neptuno. Debido a que la atmósfera de Gliese 436 b es rica en CO pero deficiente en CH4, se ha especulado que puede ser un planeta de helio.
Otra enana roja de Leo, K2-18, tiene en órbita un planeta denominado hicéano, pues parece tener abundante agua líquida y una atmósfera de hidrógeno; además, en el caso de este exoplaneta hay cierta evidencia de la presencia de dimetilsulfuro en su atmósfera.
En Leo se encuentra Wolf 359, la cuarta estrella más cercana al sistema solar, a 7,8 años luz de distancia.
Es una tenue enana roja de tipo M5.5V y una estrella fulgurante relativamente joven, con una edad en el rango de 100 - 350 millones de años.
Otra enana roja de esta constelación, AD Leonis, es una de las estrellas fulgurantes más activas en el hemisferio norte y ha sido profusamente estudiada.
La Estrella de Caffau, nombre informal de SDSS J102915+172927, se localiza en Leo. Es una de las estrellas más antiguas que se conocen, con una edad probablemente superior a los 13 000 millones de años. Formada casi en su totalidad por helio e hidrógeno, tiene una ínfima proporción de otros elementos químicos y resulta especialmente sorprendente la casi total ausencia de litio.
HIP 57265 es también otra estrella muy vieja formada hace 11 900 millones de años; además de su exiguo contenido relativo de hierro, su órbita alrededor del centro de la galaxia la lleva a alejarse 13,6 kilopársecs del plano galáctico —cuando la mayor parte de las estrellas no suelen alejarse más de 1 kilopársec del mismo—, lo que evidencia su condición de estrella del halo.

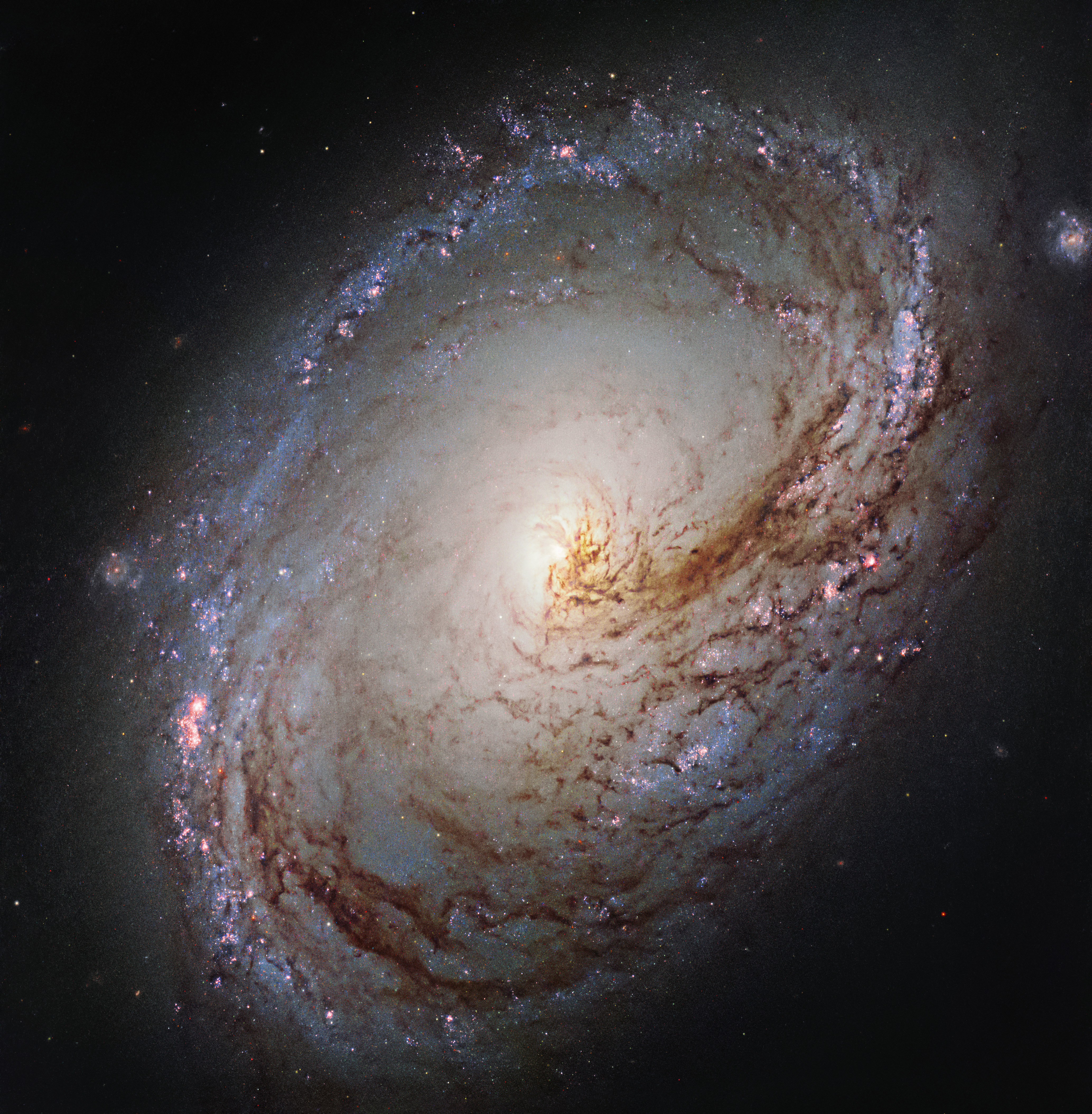
Galaxia espiral M96, distante 34 millones de años luz de la Vía Láctea

Leo contiene muchas galaxias brillantes, estando cinco de ellas incluidas en el catálogo Messier: M65, M66, M95, M96 y M105. Las dos primeras son galaxias espirales miembros del Triplete de Leo, grupo de galaxias a unos 35 millones de años luz. M65 tiene poco polvo y gas, y hay poca formación estelar en ella, siendo muchas de sus estrellas viejas.
Considerablemente mayor que M65, M66 posee sus brazos espirales deformados, probablemente como consecuencia de interacciones con las galaxias vecinas.
NGC 3628 —la otra galaxia del triplete de Leo— posee una banda de polvo ancha y oscura a lo largo del borde exterior de sus brazos espirales.

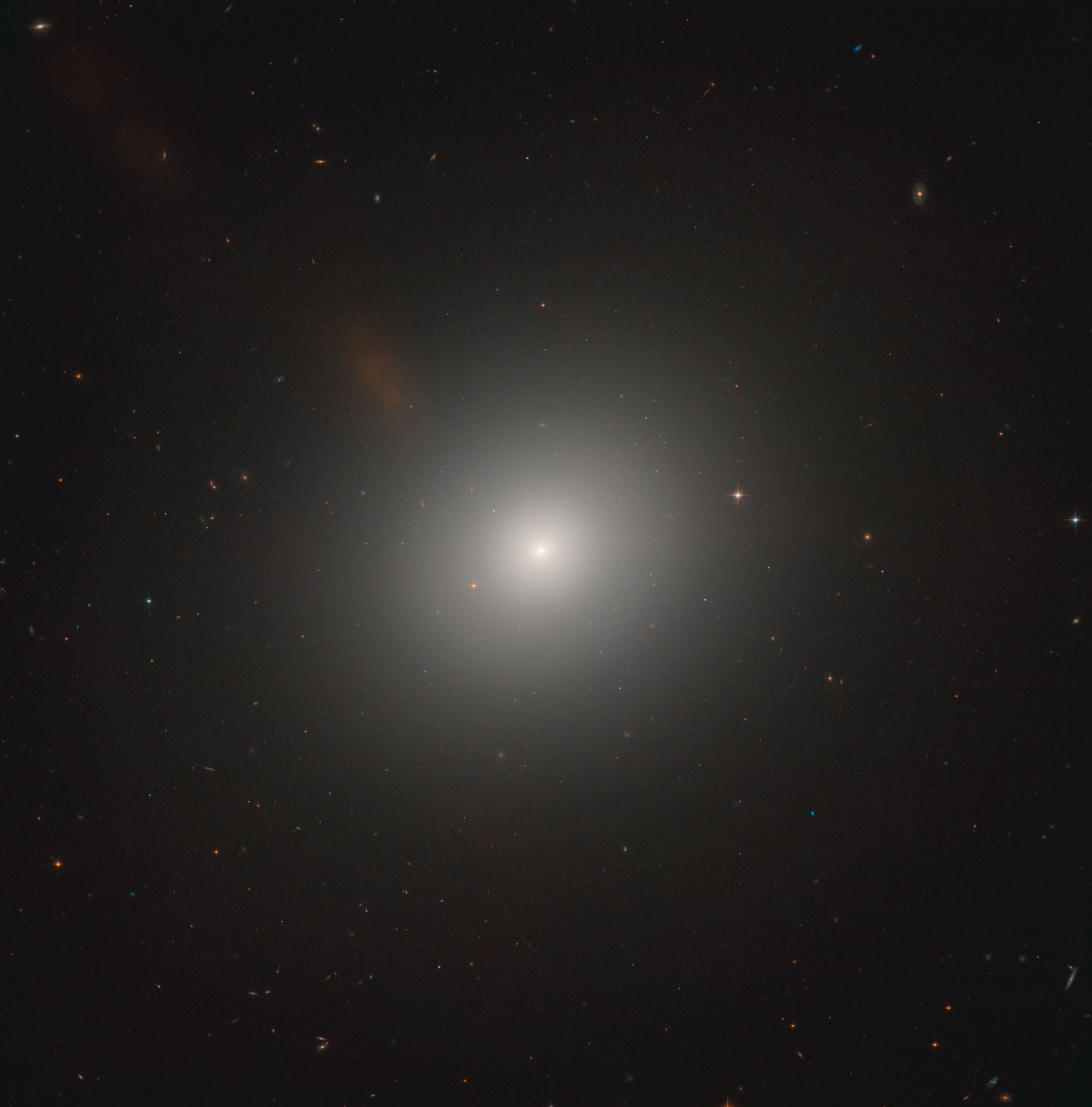
Imagen de M105 obtenida con el telescopio Hubble.

Por el contrario, M95, M96  y M105 forman parte de la agrupación galáctica M96, uno de los muchos grupos de galaxias dentro del Supercúmulo de Virgo.
En M95 se han observado regiones de formación estelar en la zona del núcleo y a lo largo de un anillo de unos 20 segundos de arco.
M96, situada a 35 millones de años luz, posee igual masa y tamaño que la Vía Láctea, si bien es una galaxia muy asimétrica: su gas y polvo se distribuyen de manera desigual a lo largo de sus brazos espirales, mientras que su núcleo no está exactamente en el centro galáctico.
En cuanto a M105, estudios realizados con el telescopio espacial Hubble de su región central, han revelado que esta galaxia elíptica contiene un objeto central masivo de entre 140 y 200 millones de masas solares;
Otro miembro de este grupo es NGC 3384, también una galaxia elíptica en cuya región central el 80 % de las estrellas son de población II con una edad superior a 1000 millones de años. M105 y NGC 3384 se hallan rodeadas por un enorme anillo de hidrógeno neutro con un radio de 200 kiloparsecs en donde se ha detectado formación estelar.
El cúmulo de Leo es un cúmulo de galaxias mucho más alejado (a 330 millones de años luz) cuyo miembro más prominente, la galaxia elíptica NGC 3842, contiene uno de los agujeros negros más masivos conocidos, con una masa de 9700 millones de masas solares.
Otra galaxia en la constelación, aunque de características muy distintas, es Leo I, galaxia enana esferoidal que forma parte del Grupo Local. Distante unos 820 000 años luz, se piensa que es una de las galaxias satélites de la Vía Láctea más alejadas de ella. Al igual que otras galaxias enanas, la metalicidad de Leo I es muy baja, solo el 1 % de la solar. Podría ser la galaxia esferoidal más joven de las que giran en torno a la Vía Láctea.
Existe una segunda galaxia en la constelación, denominada Leo II, también satélite de la Vía Láctea, que se encuentra a 690 000 años luz de la Tierra.
Más alejada, Leo A es una galaxia irregular a 2,6 millones de años luz, también miembro del Grupo Local, que fue descubierta por Fritz Zwicky en 1942; tiene una masa estimada de 8,0 ± 2,7 × 107 masas solares, y al menos el 80 % consiste en materia oscura.
En Leo se localizan algunas de las estructuras más grandes del universo observable, como Clowes-Campusano LQG y Huge-LQG, grandes grupos de cuásares. El primero contiene 34 cuásares y el segundo mide unos 4000 millones de años luz de largo.

## Estrellas principales

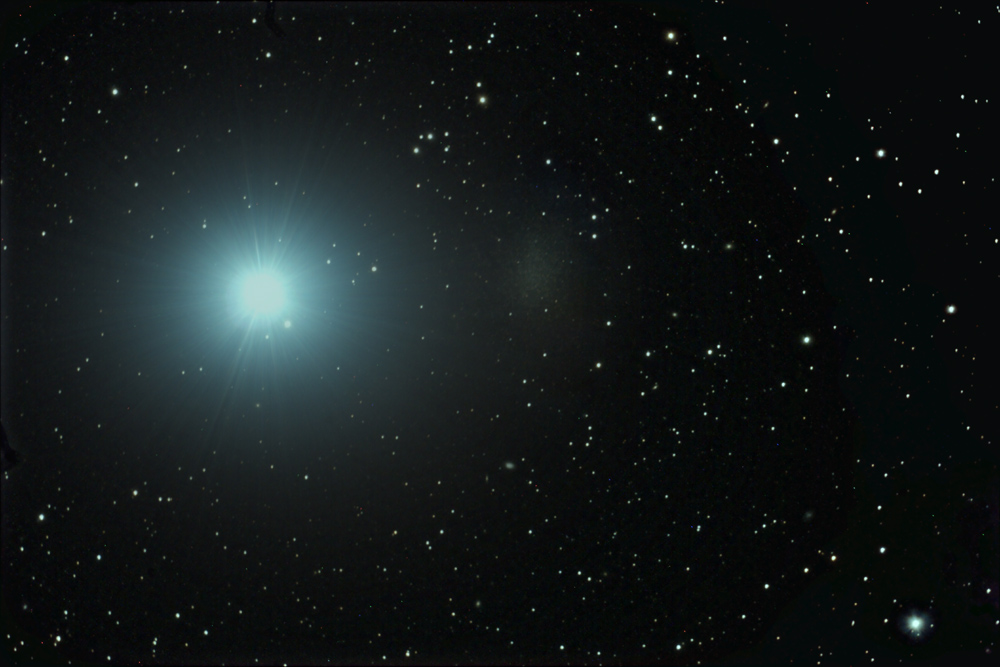
Régulo, la estrella más brillante de Leo; la mancha difusa a su derecha es la galaxia Leo I

- α Leonis (Regulus o Régulo), estrella múltiple y la más brillante en la constelación con magnitud 1,35; su nombre quiere decir «pequeño rey» y está situada en la parte delantera del león. La estrella principal es una estrella caliente blanco-azulada 240 veces más luminosa que el Sol.
- β Leonis (Denébola), en el borde oriental de Leo, es una estrella blanca y la segunda más brillante con magnitud 2,14. Se encuentra relativamente próxima a nosotros, a solo 36 años luz. Se ha detectado la presencia de un disco circunestelar a su alrededor.

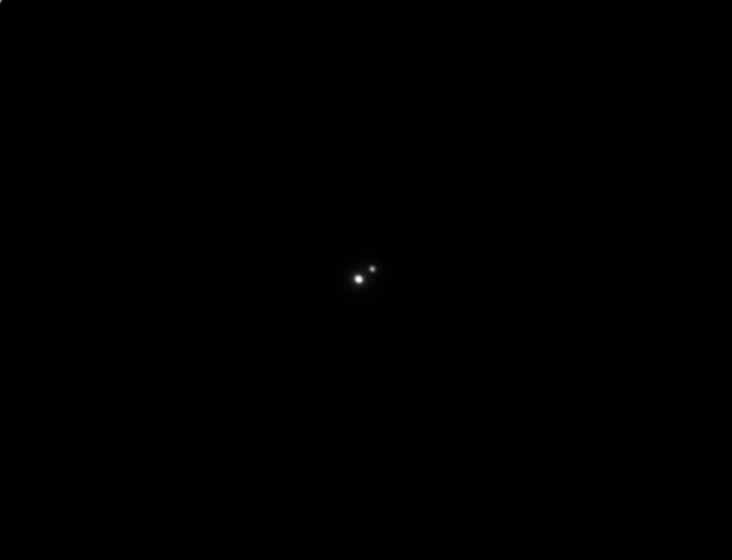
Estrella doble Gamma Leonis

- γ Leonis (Algieba), una hermosa estrella doble con dos componentes amarillo-anaranjadas, ambas estrellas gigantes, que se pueden resolver mediante el telescopio. De magnitud conjunta 2,21, es la tercera más luminosa de Leo.
- δ Leonis (Duhr o Zosma), estrella blanca a 58 años luz, la cuarta más brillante con magnitud 2,56.
- ε Leonis (Ras Elased Australis), gigante amarilla de magnitud 2,98.
- ζ Leonis (Aldhafera o Adhafera), con magnitud 3,44, una estrella en rápida evolución desde la secuencia principal a la fase de gigante.
- η Leonis, supergigante blanca muy luminosa a aproximadamente 2100 años luz de distancia.
- θ Leonis (Chertan o Chort), estrella blanca de la secuencia principal de magnitud 3,33.
- ι Leonis, binaria espectroscópica cuya componente principal es una subgigante blanco-amarilla.
- κ Leonis (Al Minliar al Asad), gigante naranja y estrella binaria.
- λ Leonis (Alterf), gigante naranja de magnitud 4,3.
- μ Leonis (Rasalas o Ras Elased Borealis), gigante naranja a 133 años luz de magnitud 4,1. Posee un planeta extrasolar.
- ο Leonis (Subra), de magnitud 3,52, en realidad una estrella binaria cuyas dos componentes (una gigante amarilla y una estrella blanca de la secuencia principal) se hallan muy próximas.
- ρ Leonis, supergigante azul 295 000 veces más luminosa que el Sol.

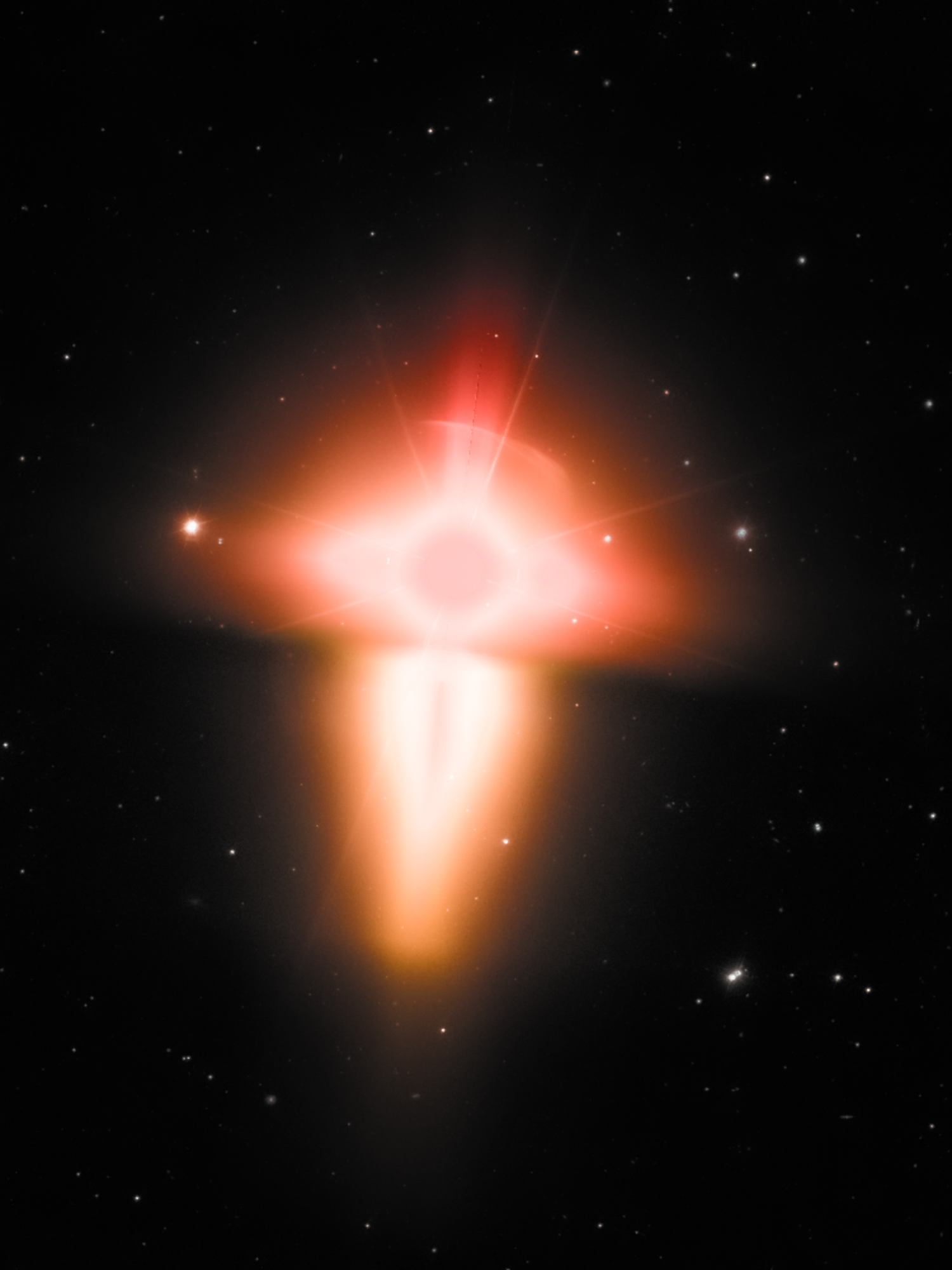
Gigante roja 72 Leonis (FN Leonis)

- σ Leonis, estrella blanco-azulada de magnitud 4,05.
- υ Leonis, gigante amarilla de magnitud 4,31.
- φ Leonis, subgigante blanca de magnitud 4,47. Es la segunda estrella en la cual se ha detectado evidencia de exocometas.[59]
- χ Leonis, estrella binaria cuyas componentes están separadas 3,3 segundos de arco.
- 31 Leonis, binaria con una estrella principal tipo gigante roja K3.5 IIIb Fe-1.
- 39 Leonis, binaria amplia formada por una enana amarilla y una enana roja.
- 40 Leonis, subgigante blanco-amarilla de magnitud 4,80.
- 49 Leonis (TX Leonis), binaria eclipsante de magnitud 5,67.
- 54 Leonis, binaria cuyas componentes son dos estrellas blancas separadas unos 7 segundos de arco.
- 60 Leonis, estrella blanca con líneas metálicas de magnitud 4,41.
- 72 Leonis (FN Leonis), gigante roja brillante y variable irregular de magnitud media 4,58.
- 83 Leonis, una estrella binaria, con un planeta extrasolar alrededor de la componente secundaria.
- 88 Leonis, análogo solar de magnitud 6,2.
- 89 Leonis, enana blanco-amarilla más caliente que el Sol distante 87 años luz.

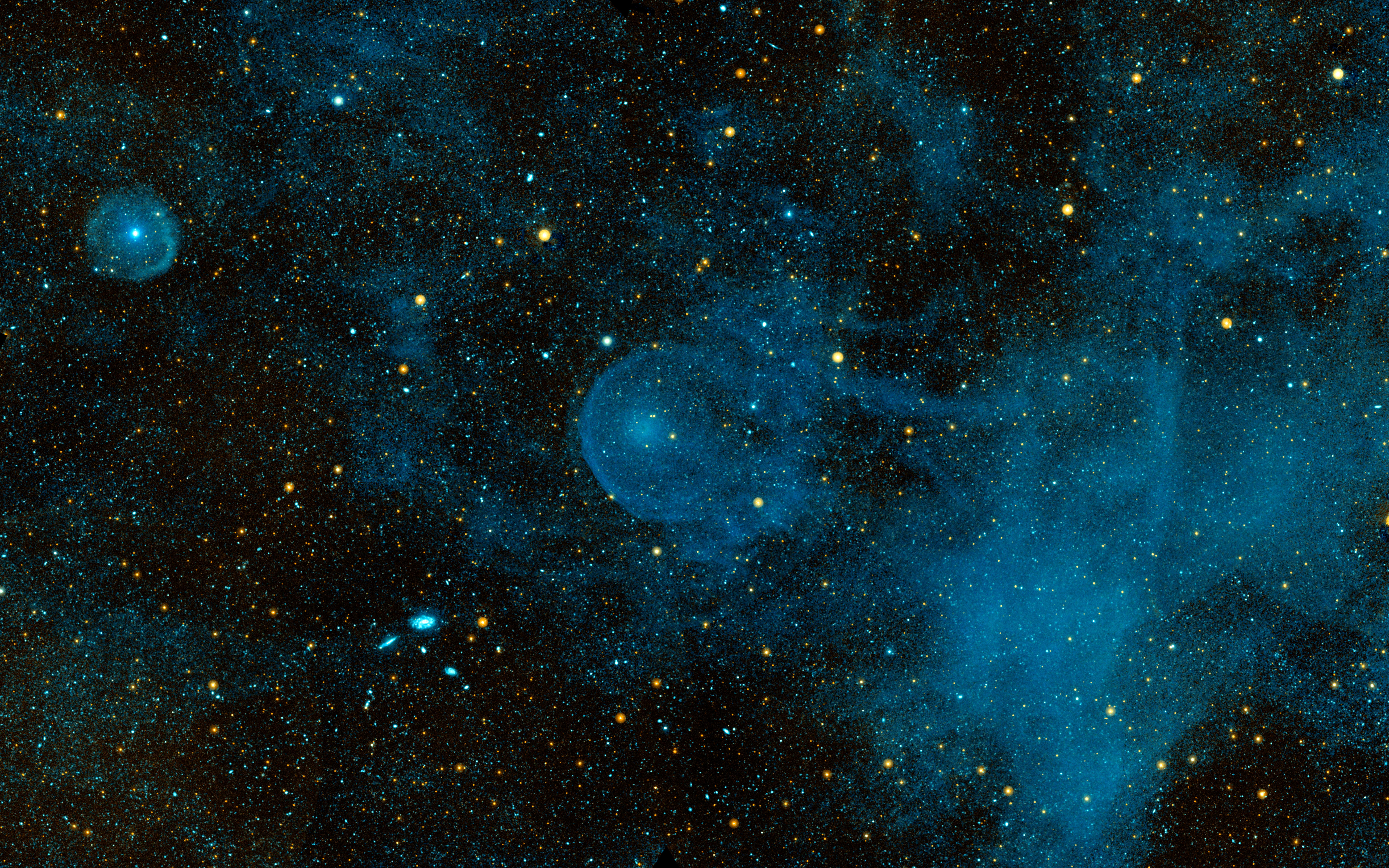
Imagen en el ultravioleta de la estrella de carbono CW Leonis

- R Leonis, al oeste de Régulo, variable Mira cuya magnitud oscila entre 4,4 y 11,3 durante un período de 10 meses y medio.
- Y Leonis, binaria eclipsante y variable Delta Scuti.
- UZ Leonis, binaria de contacto de magnitud 9,58.
- XY Leonis, sistema formado por dos estrellas binarias; la más brillante es también una binaria de contacto.
- AD Leonis (GJ 388), una de las estrellas fulgurantes más activas y más estudiadas, situada a algo menos de 16 años luz.
- AP Leonis, binaria de contacto de magnitud 9,32.
- CW Leonis (IRC +10216), quizás la estrella de carbono mejor estudiada, emite la mayor parte de su energía como radiación infrarroja.

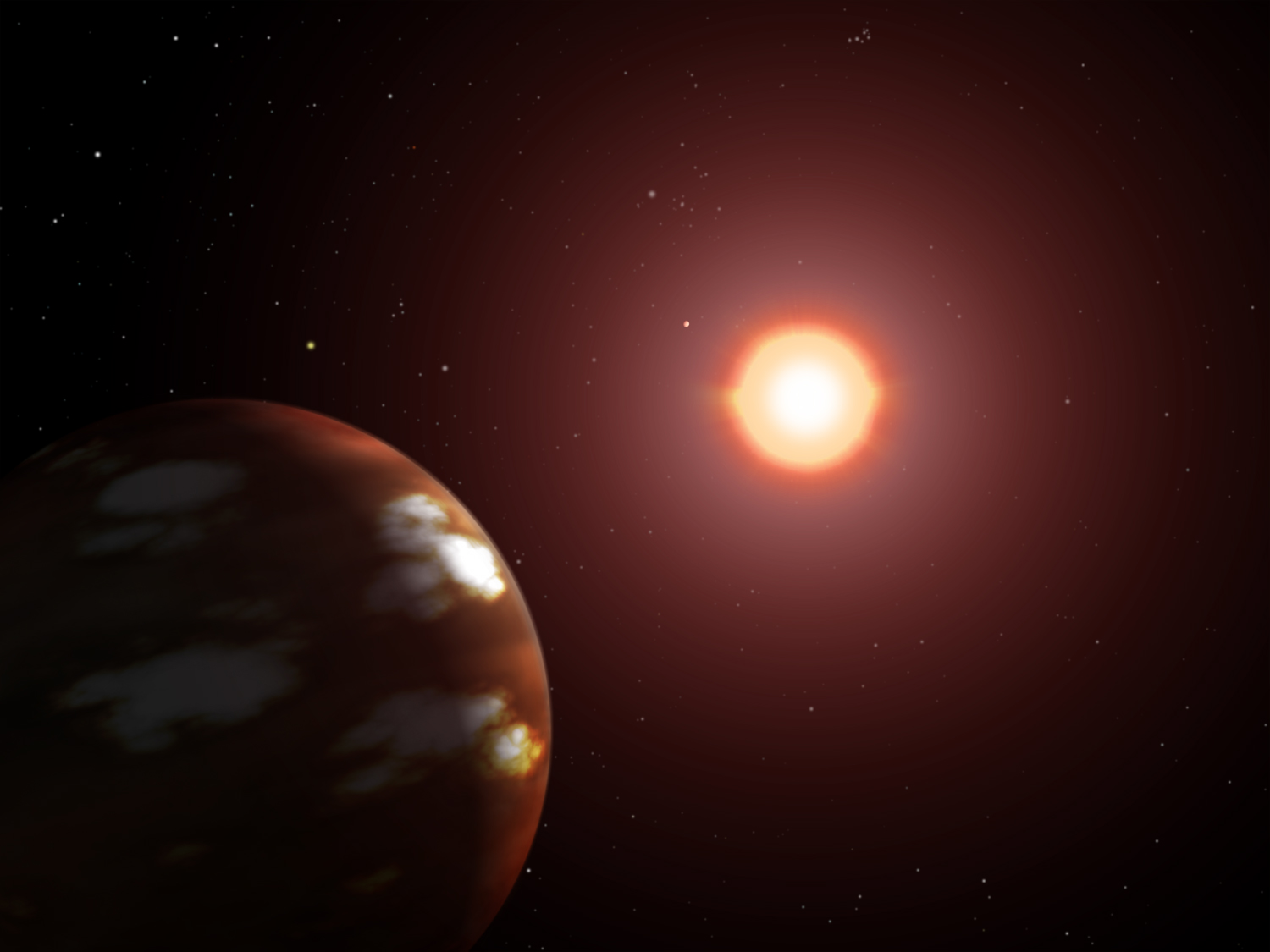
Concepción artística de Gliese 436 b, planeta extrasolar en órbita alrededor de Gliese 436

- DS Leonis, enana roja y variable BY Draconis.
- FH Leonis, inicialmente catalogada como variable cataclísmica, posteriores estudios descartan su variabilidad.
- GZ Leonis, variable RS Canum Venaticorum de magnitud 8,83.
- HD 81040, enana amarilla similar al Sol con un planeta extrasolar.
- HD 89307, también enana amarilla con un planeta extrasolar con una masa mínima dos veces mayor que la masa de Júpiter.
- HD 102272, gigante naranja con un planeta cuyo período orbital es de 127,6 días.
- Wolf 359 o CN Leonis, al sur de la constelación, es una enana roja y estrella fulgurante, la tercera estrella más próxima a nosotros distante 7,8 años luz; es visible con pequeños telescopios.
- Gliese 408 y EE Leonis (Gliese 402), enanas rojas situadas respectivamente a 21,6 y 22,2 años luz.
- Gliese 436, una estrella con un planeta de la masa de Neptuno pero con una órbita muy cercana a la estrella.
- GJ 3685A, enana roja y estrella fulgurante donde en 2004 se observó una llamarada un millón de veces mayor que las erupciones solares.
- K2-18, lejana enana roja con un planeta hicéano.
- G 121-12 (HIP 57265), antigua estrella del halo de magnitud 10,4.
- CSS 41177, sistema binario eclipsante formado por dos enanas blancas de helio.

## Objetos de cielo profundo

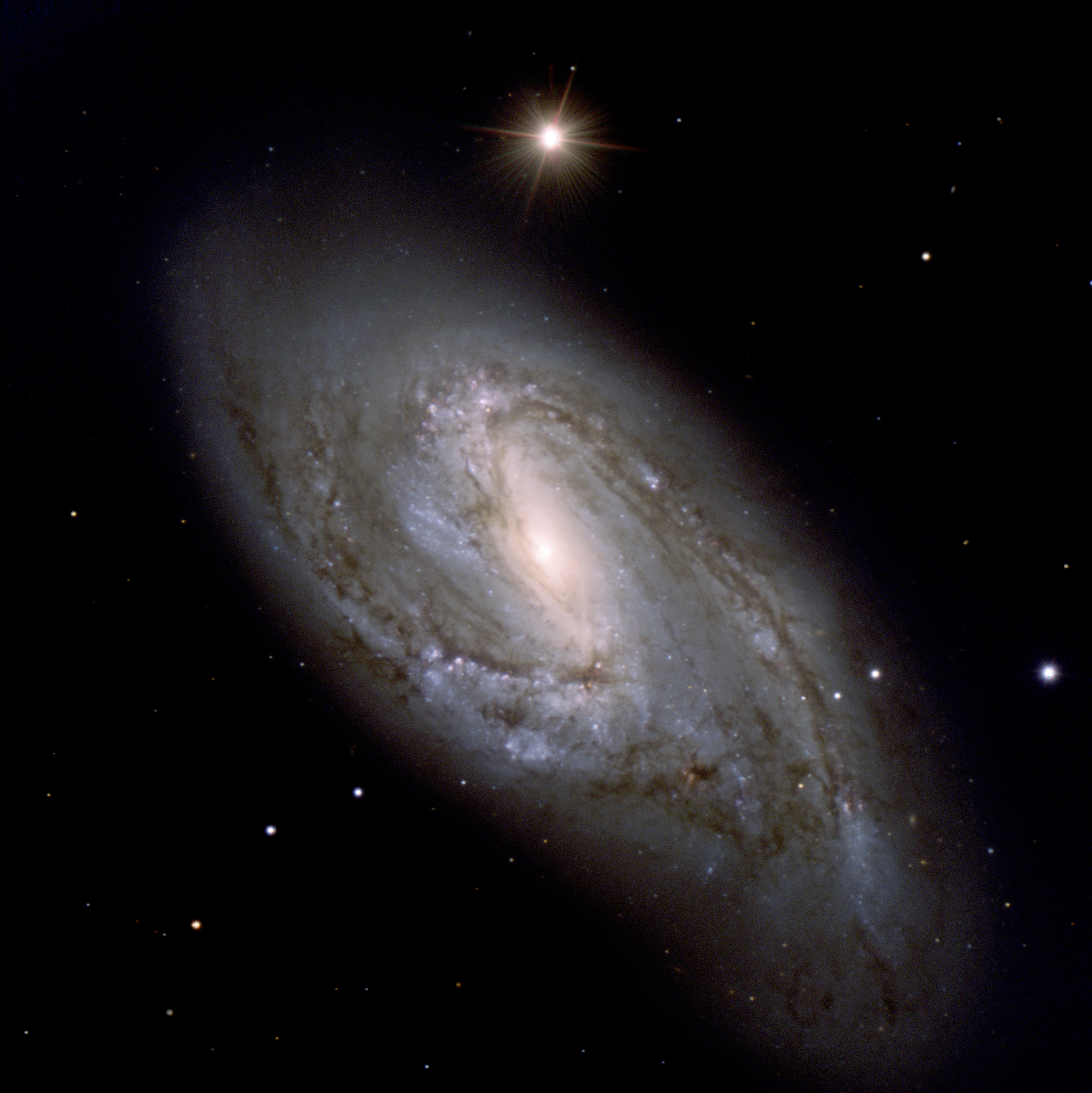
Galaxia espiral M66, descubierta por Charles Messier en 1780.

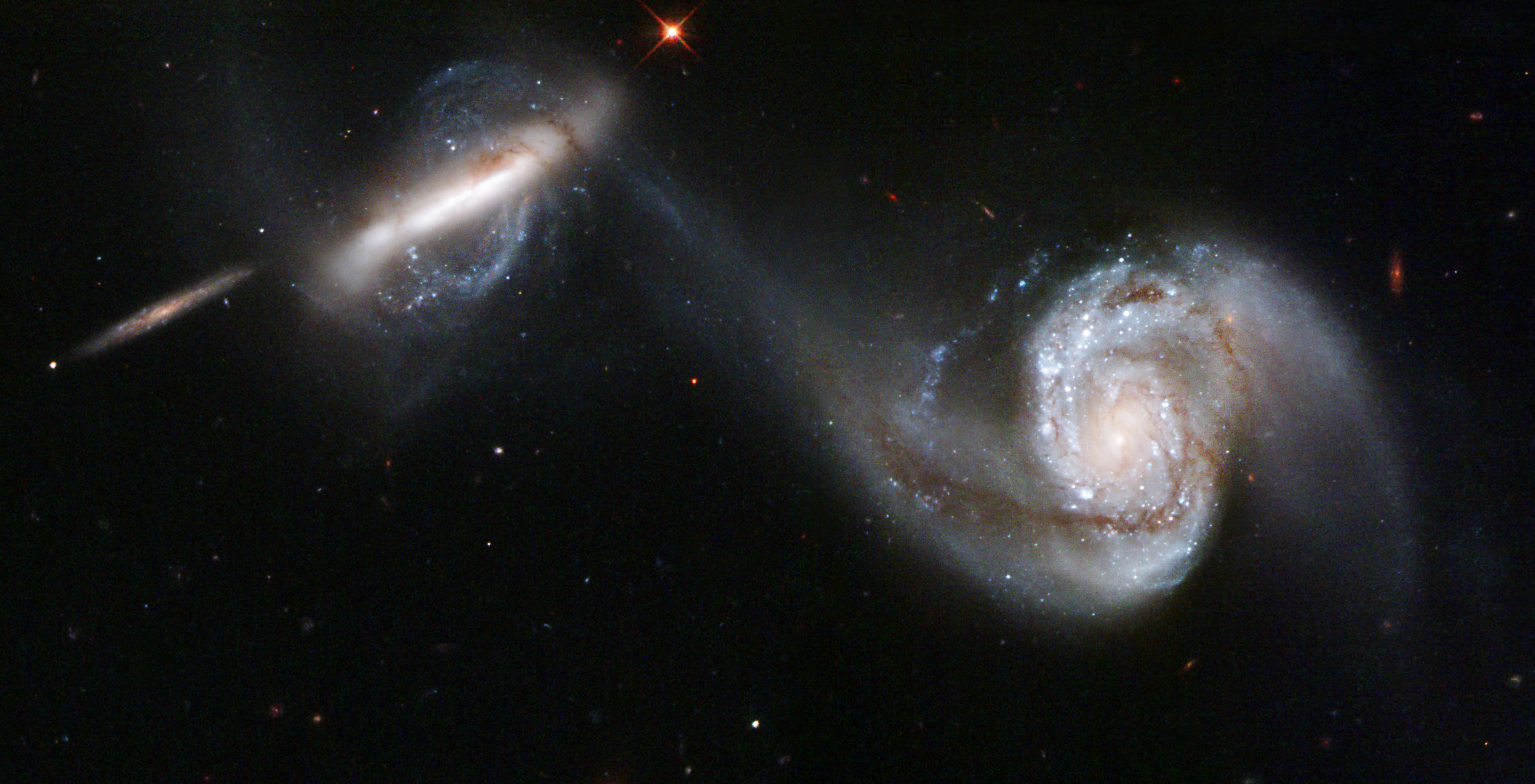
Imagen del telescopio espacial Hubble de NGC 3808A y NGC 3808B (Arp 87), dos galaxias interactuando.

Leo contiene gran cantidad de galaxias (en realidad parte del Cúmulo de Galaxias de Virgo), visibles solo con telescopios, en donde destacan:
- M65 y M66, dos galaxias espirales a unos 35 millones de años luz: se encuentran cerca de Chertan (θ Leonis). Pueden verse con prismáticos pero se aprecian mejor con un telescopio. Junto con NGC 3628, forman el Triplete de Leo. M66 tiene una extensión aproximada de 95 millones de años luz.
- Galaxia espiral M96 y galaxia espiral barrada M95, esta última menos grande y brillante. Ambas forman parte del grupo de galaxias M96, siendo M96 la más brillante del mismo.
- M105, NGC 3384 y NGC 3389 son tres galaxias que aparecen como un triángulo de luz difusa. M105, la más brillante de las tres, es una galaxia elíptica.
- NGC 2903, galaxia espiral barrada de magnitud 9,7 situada 1,5º al sur de λ Leonis. Se puede apreciar su forma con un pequeño telescopio.
- NGC 3521, también una galaxia espiral en el borde sur de la constelación.
- NGC 3370 o galaxia Silverado, distante unos 98 millones de años luz. En esta galaxia apareció la supernova SN 1994ae, una de las más cercanas y mejor estudiadas desde la llegada de los detectores digitales modernos.
- NGC 3226 y NGC 3227 (Arp 94), dos galaxias interactuando que se pueden discernir con un telescopio de unos 100 aumentos.
- NGC 3808 y NGC 3808A (Arp 87), dos galaxias también interactuando. Imágenes obtenidas con el telescopio espacial Hubble en 2007 han permitido observar que la forma de ambas galaxias ha sido distorsionada por la interacción gravitacional mutua.
- Leo I y Leo II, galaxias tenues pertenecientes al Grupo Local. Leo I visualmente se localiza 12 minutos de arco al norte de Regulus y es conocida también como Leoninus Leonis. Se piensa que puede ser la galaxia enana esferoidal más joven en el entorno de la Vía Láctea.
- Galaxias Leo A, Leo IV, Leo V y Leo T, miembros del Grupo Local. Todas ellas son muy pequeñas y tenues.
- Anillo de Leo, inmensa nube intergaláctica de hidrógeno y helio de unos 200 kpc de diámetro.

## Mitología

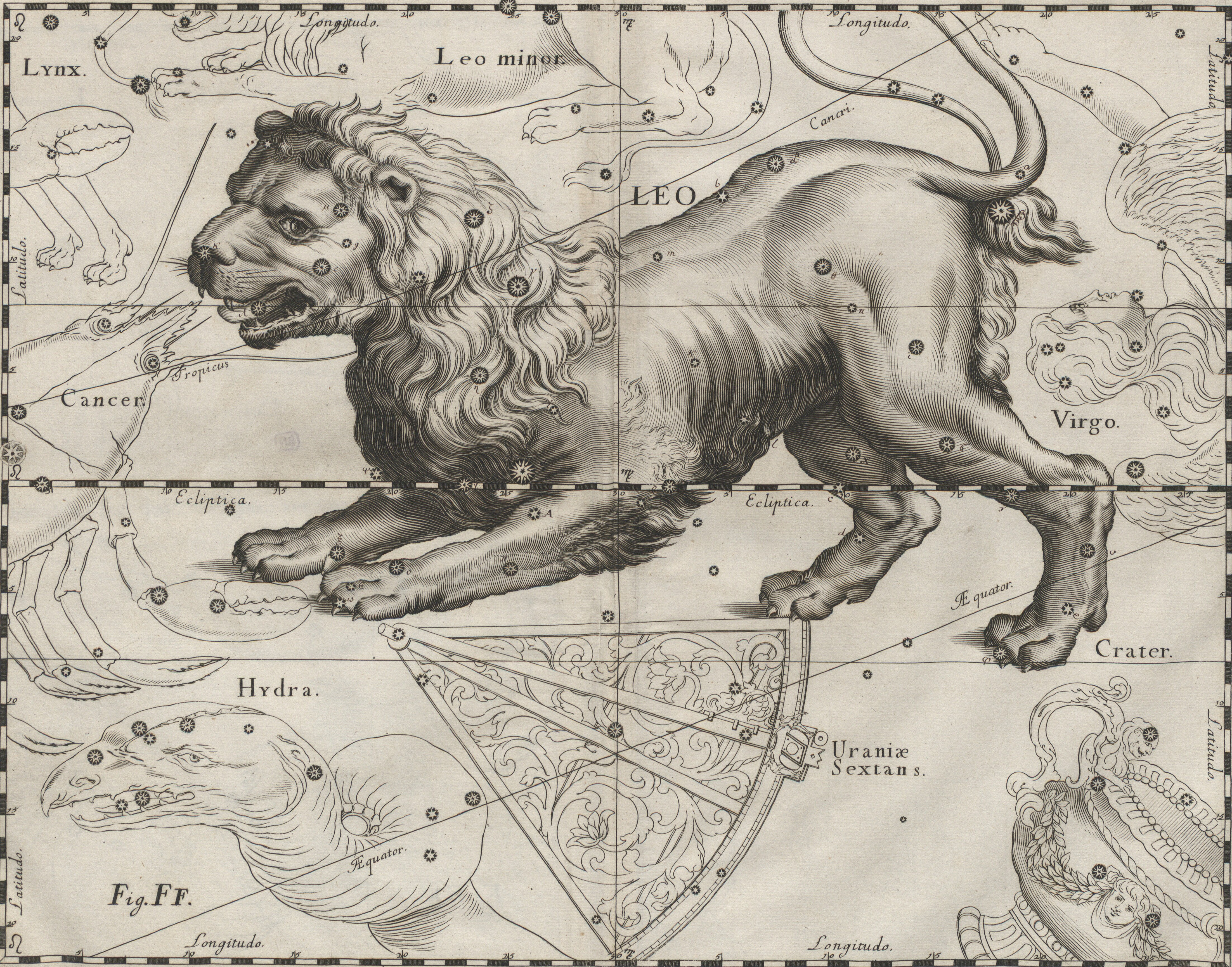
Leo, el León.

El catasterismo del León tiene dos variantes en la mitología griega. En sumerio se conocía como UR.GU.LA (el león). La primera versión, menos conocida, nos dice simplemente que fue puesto entre las estrellas porque se le considera el rey de las bestias o acaso fue Zeus el responsable. Eratóstenes dice que esta es una de las constelaciones más visibles. Afirma que la primera prueba de Heracles era digna de ser recordada, pues, por afán de gloria, solo a este no lo mató con ayuda de armas sino que lo asfixió estrechándolo entre sus brazos. De ello habla Pisandro de Rodas. Por este motivo llevaba puesta su piel, convencido de que había realizado un hecho memorable. Este es el león que mató en Nemea.
En Mesopotamia, simbolizaba el fuego y la culminación del caldeamiento solar en el hemisferio norte. En Egipto, representaba el Sol y la Monarquía. Los israelitas lo asimilaron con Judá, que se recuesta como el león, razón por la que figura en el estandarte del reino homónimo. La tradición judeocristiana lo relaciona con el evangelista San Marcos.